# العلاقات الصومالية السلوفينية
العلاقات الصومالية السلوفينية هي العلاقات الثنائية التي تجمع بين الصومال وسلوفينيا.

## مقارنة بين البلدين
هذه مقارنة عامة ومرجعية للدولتين:
| وجه المقارنة                                              | الصومال                        | سلوفينيا                                                      |
| --------------------------------------------------------- | ------------------------------ | ------------------------------------------------------------- |
| المساحة (كم2)                                             | 637.66 ألف                     | 20.27 ألف                                                     |
| عدد السكان (نسمة)                                         | 14.74 مليون                    | 2.07 مليون                                                    |
| الكثافة السكانية (ن./كم²)                                 | 23.12                          | 102.12                                                        |
| العاصمة                                                   | مقديشو                         | ليوبليانا                                                     |
| اللغة الرسمية                                             | اللغة الصومالية، اللغة العربية | اللغة السلوفينية، اللغة الإيطالية، لغة مجرية                  |
| العملة                                                    | شلن صومالي                     | يورو، تولار سلوفيني                                           |
| الناتج المحلي الإجمالي (بليون دولار)                      | 7.37 مليار                     | 48.77 مليار                                                   |
| الناتج المحلي الإجمالي (تعادل القوة الشرائية) بليون دولار |                                | 66.01 مليار                                                   |
| الناتج المحلي الإجمالي الاسمي للفرد دولار أمريكي          | 549                            | 20.73 ألف                                                     |
| الناتج المحلي الإجمالي للفرد دولار أمريكي                 |                                | 30.40 ألف                                                     |
| مؤشر التنمية البشرية                                      |                                | 0.880                                                         |
| رمز المكالمات الدولي                                      | +252                           | +386                                                          |
| رمز الإنترنت                                              | .so                            | .si                                                           |
| المنطقة الزمنية                                           | ت ع م+03:00                    | توقيت وسط أوروبا، ت ع م+01:00، ت ع م+02:00، أوروبا/ليوبليانا ‏ |

## منظمات دولية مشتركة
يشترك البلدان في عضوية مجموعة من المنظمات الدولية، منها:
| علم المنظمة | اسم المنظمة                               | تاريخ انضمام الصومال | تاريخ انضمام سلوفينيا |
| ----------- | ----------------------------------------- | -------------------- | --------------------- |
|             | مؤسسة التنمية الدولية                     | 31 أغسطس 1962        | 25 فبراير 1993        |
|             | يونسكو                                    | 15 نوفمبر 1960       | 27 مايو 1992          |
|             | الأمم المتحدة                             | 20 سبتمبر 1960       | 22 مايو 1992          |
|             | الفريق المعني برصد الأرض                  | ?                    | ?                     |
|             | الاتحاد البريدي العالمي                   | ?                    | ?                     |
|             | البنك الدولي للإنشاء والتعمير             | 31 أغسطس 1962        | 25 فبراير 1993        |
|             | الاتحاد الدولي للاتصالات                  | 28 سبتمبر 1962       | 16 يونيو 1992         |
|             | منظمة حظر الأسلحة الكيميائية              | ?                    | ?                     |
|             | مؤسسة التمويل الدولية                     | 31 أغسطس 1962        | 25 فبراير 1993        |
|             | المركز الدولي لتسوية المنازعات الاستشارية | 30 مارس 1968         | 6 أبريل 1994          |
|             | منظمة الشرطة الجنائية الدولية             | ?                    | ?                     |

## وصلات خارجية
- موقع وزارة الخارجية الصومالية
- موقع وزارة الخارجية السلوفينية